# Room for 2
«Room for 2» (en español: Habitación para 2) es una canción de la cantante albano-británica Dua Lipa de su álbum de estudio debut homónimo (2017), que sirve como la novena pista del álbum. Se estrenó por Warner Bros. La canción se lanzó como el primer sencillo promocional del álbum el 28 de octubre de 2016.

## Composición
«Room for 2» es un tema medio tiempo dark y Soul-balada. Fue compuesto en 4
4 con clave de A major, con un tempo de 76 latidos por minutos. La voz de Lipa, que se describió como "ronca" y "envolvente", abarca desde la nota baja de E3 hasta la nota alta de C♯5. TLa canción sigue una secuencia de A-F♯m-C♯m-B5.

## Recepción crítica
A Bit of Pop Music dijo que el tema tiene «ritmos pulsantes, con coros que dan lugar a un enfoque más sutil y oscuro». We Got This Covered escribió que la canción «es diversa en todas las mejores formas posibles».

## Vídeo musical
El video musical de la canción se estrenó el 3 de noviembre de 2016, a través de Hunger TV. Dirigido por Vicky Lawton, el video ve a Lipa deambulando por una sala de interrogatorios. En el video, Lipa usa botas de cuero hasta el muslo y una sudadera con capucha negra.

## Presentaciones en vivo
Lipa presentó «Room for 2» en los premios MTV el 21 de noviembre de 2016.

## Historial de lanzamiento
| País   | Fecha                 | Formato                     | Discográfica     | Ref    |
| ------ | --------------------- | --------------------------- | ---------------- | ------ |
| Varios | 28 de octubre de 2016 | Descarga digital, Streaming | Dua Lipa Limited | [ 10 ] |